# استان اوکایالی

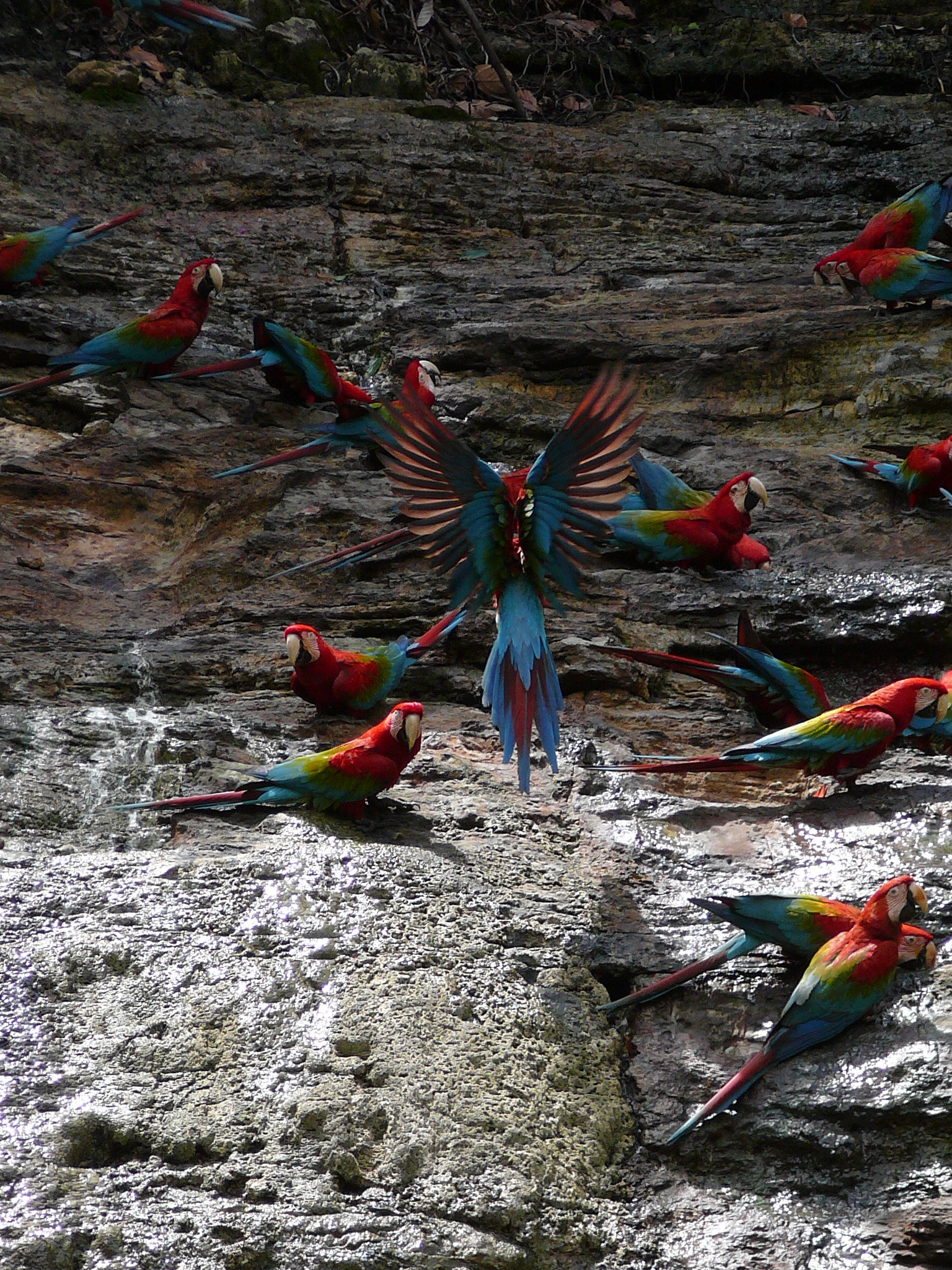
استان اوکایالی

استان اوکایالی (به اسپانیایی: Ucayali Province) یک استان در پرو است که در منطقه لورتو واقع شده‌است.